# Malte Gallée
Malte Lenz Gallée (nascido a 5 de Setembro de 1993) é um político alemão da Aliança 90/Os Verdes. É deputado ao Parlamento Europeu desde 2021.